# Gynoplistia murdiella
Gynoplistia murdiella là một loài ruồi trong họ Limoniidae. Chúng phân bố ở miền Australasia.